# Cușelăuca, Șoldănești
Cușelăuca este un sat din cadrul comunei Cotiujenii Mari din raionul Șoldănești, Republica Moldova.

## Mănăstirea din localitate

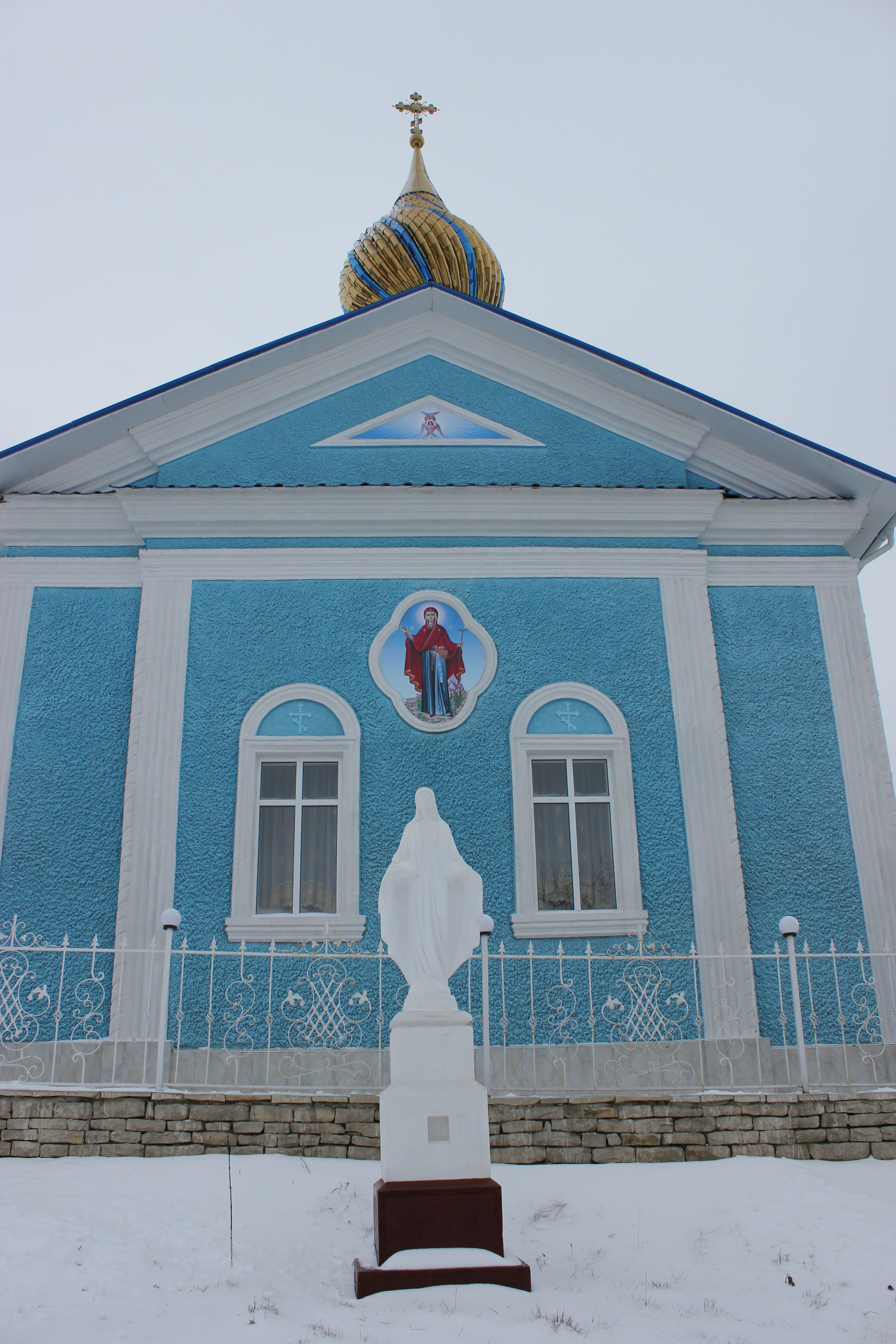
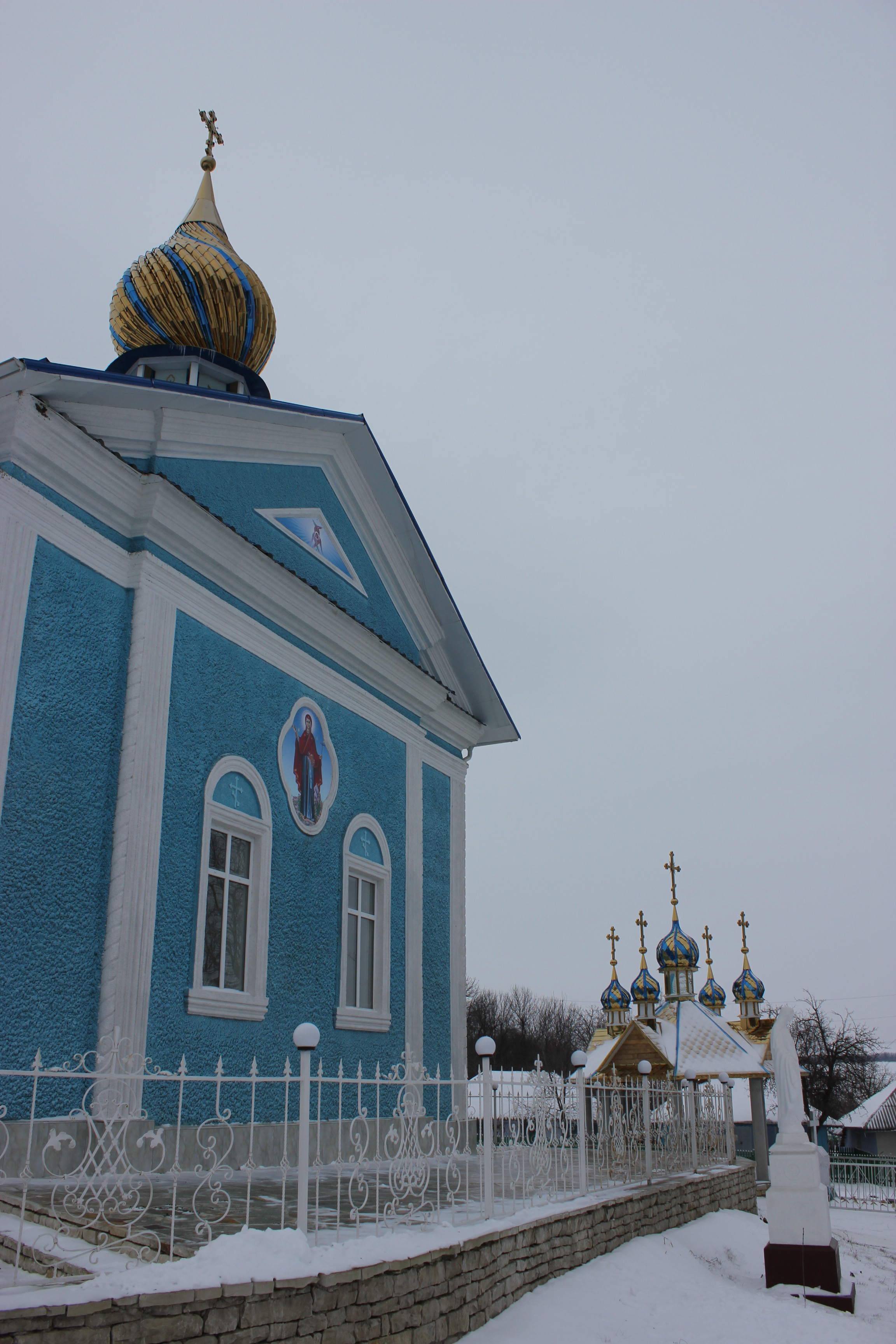
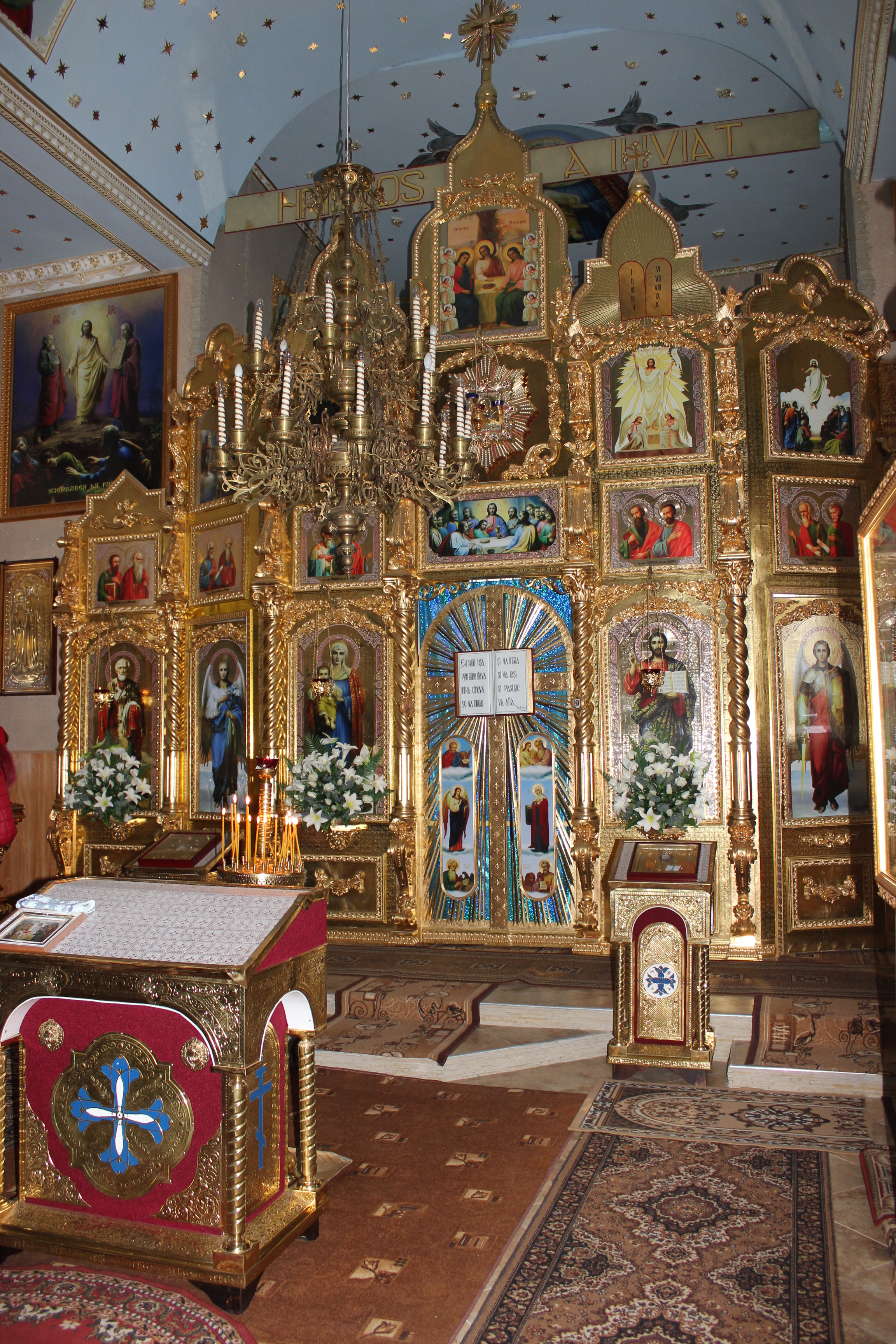
Interior
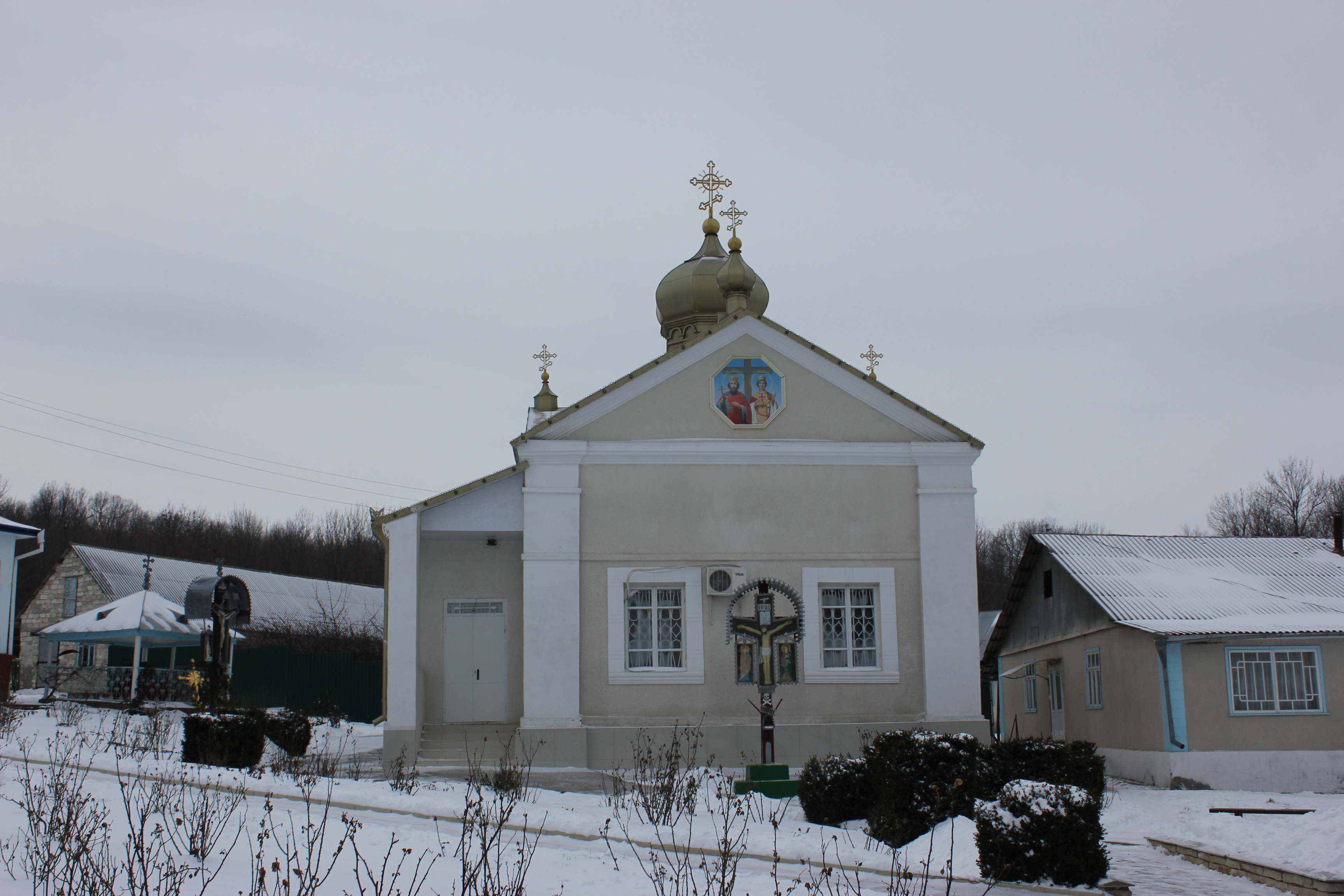
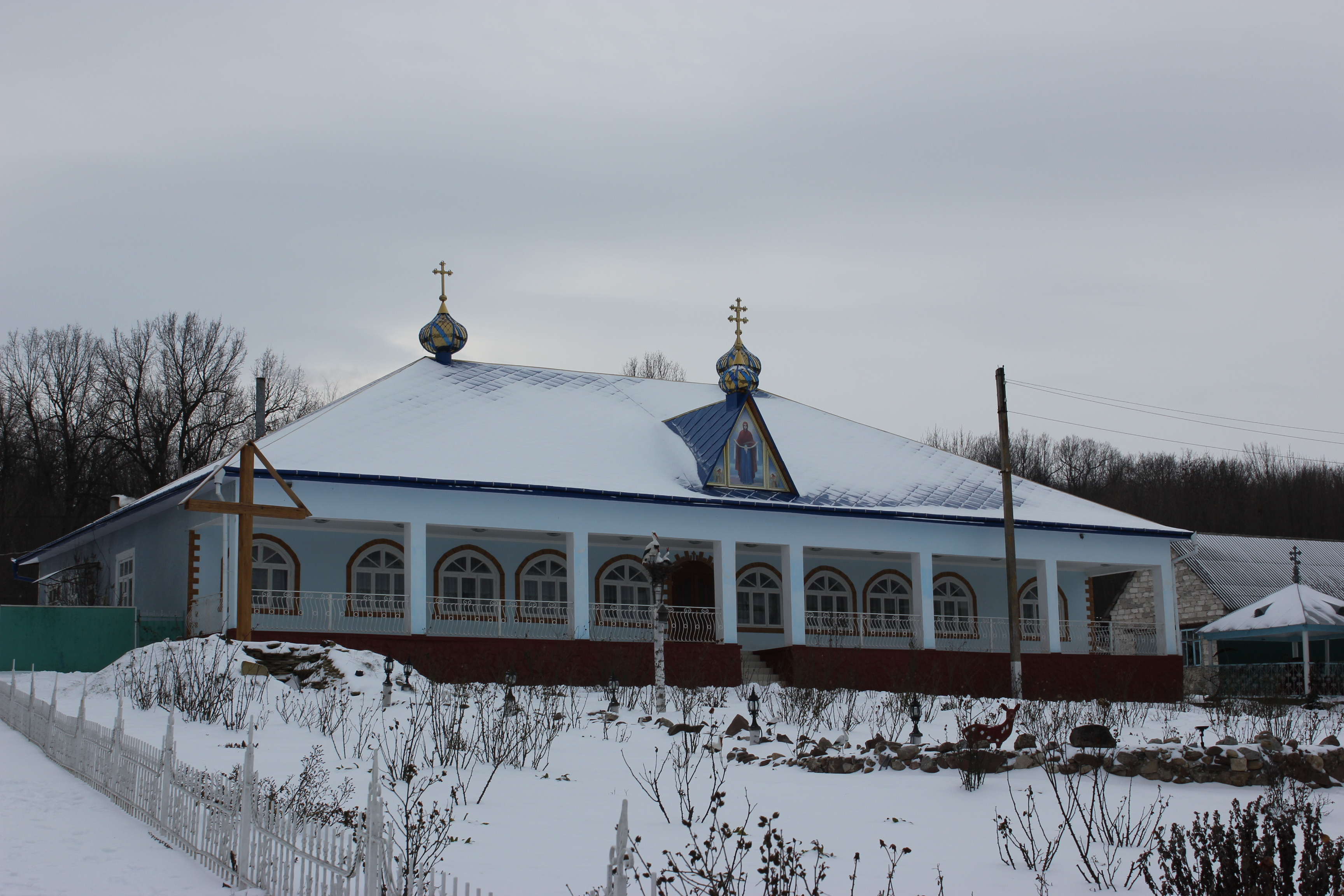
Anexă
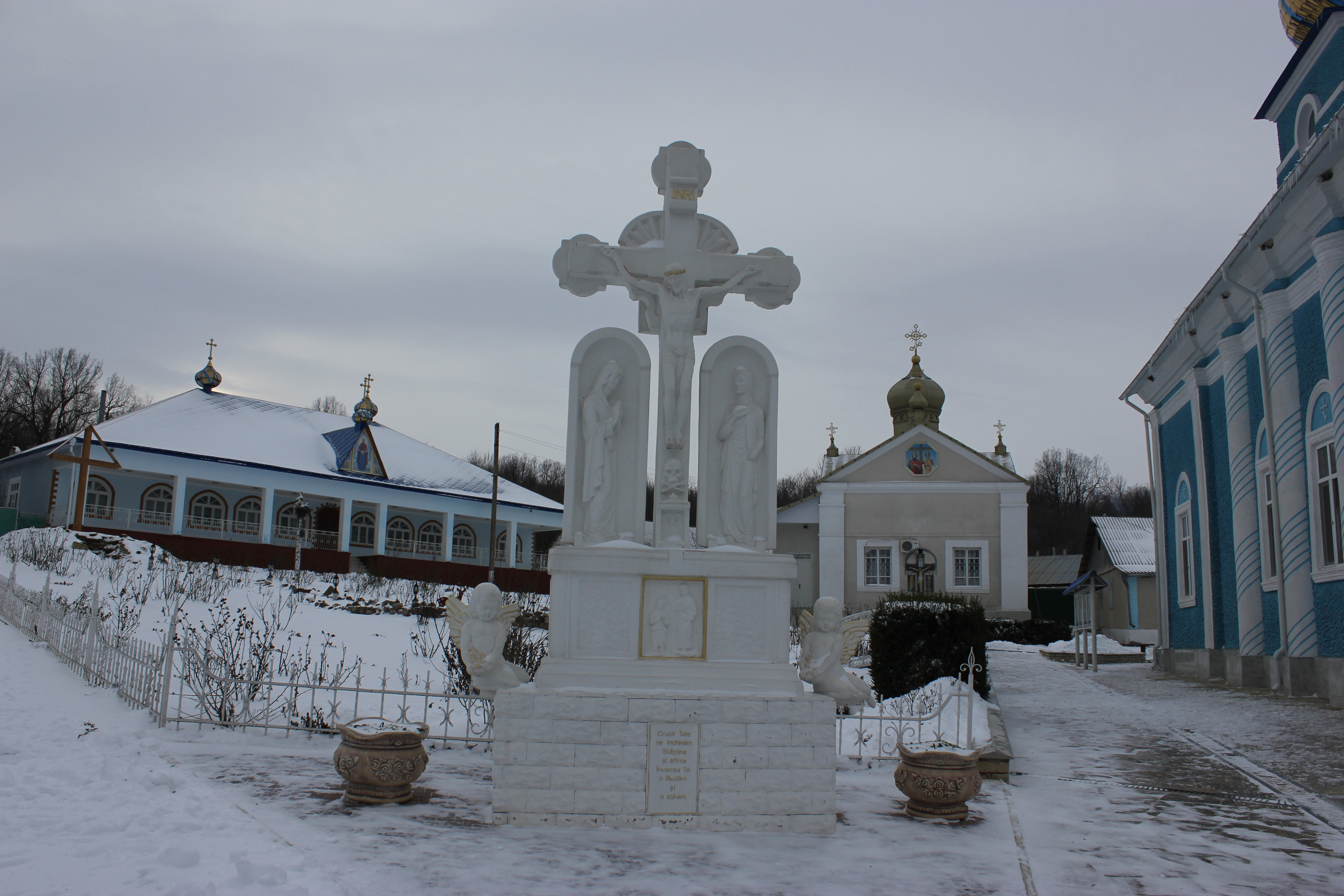
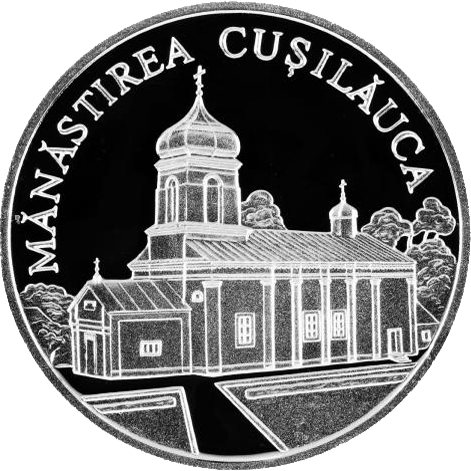
Reversul monedei comemorative „Mănăstirea Cușelăuca”, emisă în anul 2000.